# Blanche Sweet
Blanche Sweet, nome completo Sarah Blanche Sweet (Chicago, 18 giugno 1896 – New York, 6 settembre 1986), è stata un'attrice statunitense dell'epoca del cinema muto che iniziò la propria carriera agli albori dell'industria cinematografica di Hollywood.

## Gli inizi
Nata in una famiglia di teatranti ed attori di vaudeville, entrò giovanissima nel mondo dello spettacolo. Nel 1909 iniziò a lavorare per la Biograph, messa sotto contratto dal regista D. W. Griffith. Già nel 1910 era diventata una rivale per Mary Pickford, che a sua volta aveva iniziato a lavorare per Griffith l'anno prima; il risultato della situazione fu che la Pickford iniziò a lavorare anche per altre compagnie, lasciando definitivamente la Biograph nel 1913.

## Il successo
Blanche Sweet è famosa per i ruoli di donna energica e indipendente da lei interpretati, in contrasto con l'ideale di femminilità vulnerabile e spesso fragile di Griffith. Dopo alcuni ruoli da protagonista, il film che rappresentò una svolta per la sua carriera fu il thriller diretto da Griffith The Lonedale Operator (1911). Nel 1913 interpretò il primo lungometraggio di Griffith, Giuditta di Betulia. L'anno seguente il regista, che inizialmente voleva affidarle la parte di Elsie Stoneman nel suo celebre La nascita di una nazione, decise invece di assegnarla a Lillian Gish, che era più vecchia di lei di due anni. Blanche Sweet decise così di separare la propria carriera da quella di Griffith, accettando un contratto con la Paramount (che allora si chiamava Famous Players-Lasky), che le offriva una paga più alta di quanto la precedente compagnia potesse offrirle.

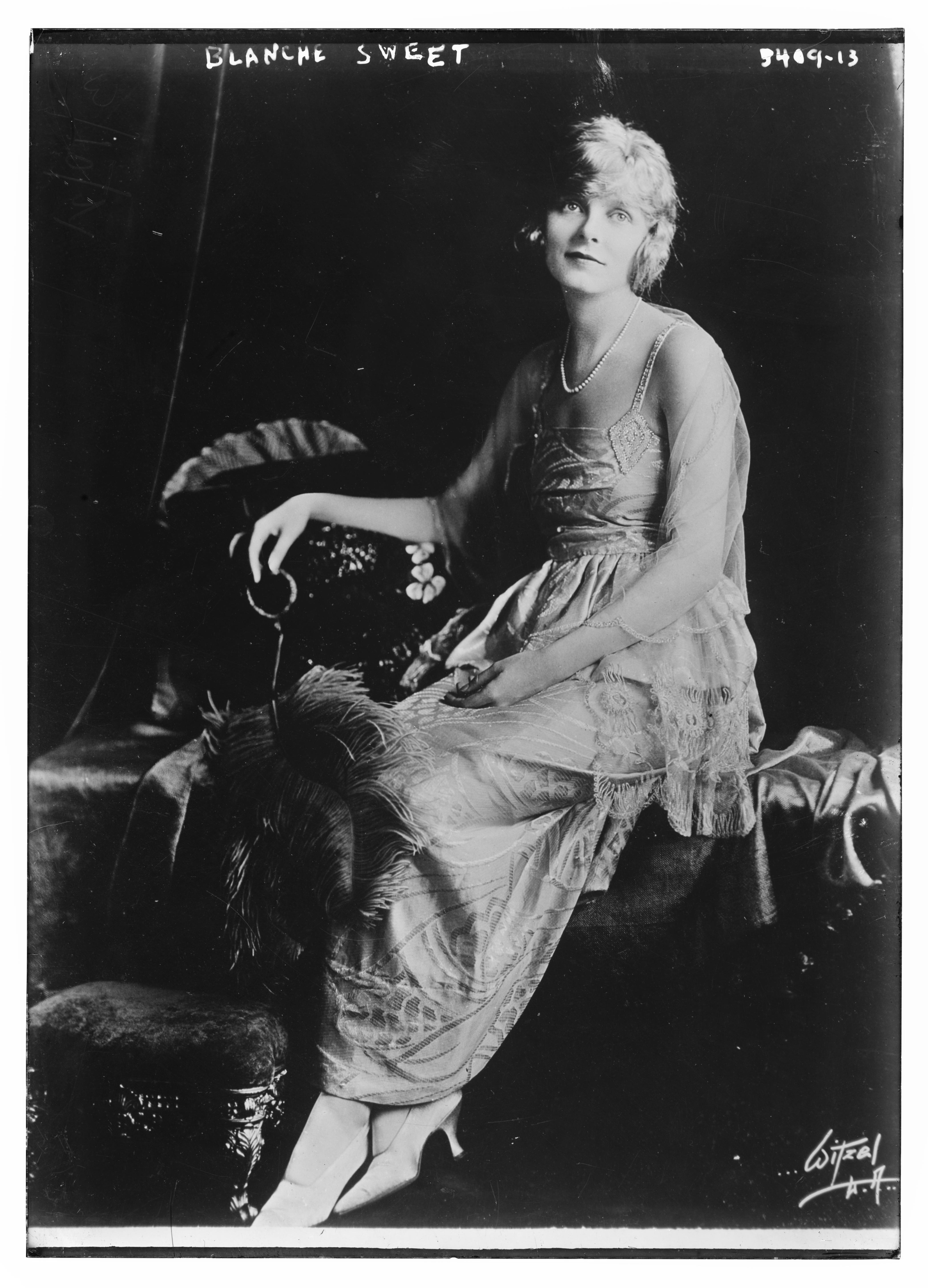
Blanche Sweet (Foto archivi Library of Congress)

La Sweet continuò la propria carriera per tutti gli anni dieci, interpretando numerosi ruoli da protagonista e rimanendo una delle attrici più popolari. Comparve spesso nelle pellicole di Cecil B. DeMille e Marshall Neilan e venne riconosciuta dalla critica del tempo come una delle migliori attrici dell'epoca del muto. Durante il periodo della collaborazione con Neilan i due ebbero una relazione che portò il regista a divorziare dalla precedente moglie, l'attrice Gertrude Bambrick. La Sweet e Neilan si sposarono nel 1922. L'unione finì nel 1929 e l'attrice accusò Neilan di essere un fedifrago impenitente.
La carriera di Blanche Sweet prosperò anche negli anni venti. Partecipò tra le altre pellicole anche alla prima trasposizione cinematografica di Anna Christie (1923); il film è degno d'interesse anche per essere stata la prima pellicola a portare sullo schermo un lavoro teatrale di Eugene O'Neill. Negli anni seguenti interpretò Tess of the D'Urbervilles e The Sporting Venus, entrambi diretti da Neilan. Iniziò quindi una nuova fase della sua carriera quando diventò una delle più grandi stelle della neonata MGM.

## Il cinema sonoro
Finiti i "ruggenti anni venti", con l'avvento del cinema sonoro la carriera della Sweet andò declinando. Girò solo tre film parlati, tra cui Show Girl in Hollywood (1930), per la cui interpretazione venne lodata dalla critica, prima di ritirarsi dagli schermi e sposare nel 1935 l'attore teatrale Raymond Hackett. La coppia rimase unita fino alla morte di lui, sopraggiunta nel 1958.
Blanche Sweet continuò a lavorare per la radio e interpretò ruoli secondari sui palcoscenici di Broadway. Alla fine, quando anche quelle porte si chiusero, prese un impiego in un grande magazzino di Los Angeles. Verso la fine degli anni sessanta, il suo lavoro venne riscoperto e studiosi di storia del cinema la invitarono in Europa per darle i riconoscimenti che meritava.
Morì a New York nel 1986, colpita da un ictus all'età di 90 anni.

## Riconoscimenti
- Young Hollywood Hall of Fame (1908-1919)

## Filmografia

### Attrice
- A Man with Three Wives – cortometraggio (1909)
- A Corner in Wheat, regia di David Wark Griffith – cortometraggio (1909)
- In Little Italy, regia di David Wark Griffith – cortometraggio (1909)
- To Save Her Soul, regia di David Wark Griffith – cortometraggio (1909)
- Choosing a Husband, regia di David Wark Griffith – cortometraggio (1909)
- The Day After, regia di David Wark Griffith – cortometraggio (1909)
- The Rocky Road, regia di D.W. Griffith – cortometraggio (1910)
- All on Account of the Milk, regia di Frank Powell – cortometraggio (1910)
- A Romance of the Western Hills, regia di D.W. Griffith – cortometraggio (1910)
- The Kid, regia di Frank Powell – cortometraggio (1910)
- A Flash of Light, regia di D.W. Griffith – cortometraggio (1910)
- Love in Quarantine (1910)
- The Two Paths (1911)
- Heart Beats of Long Ago (1911)
- His Daughter, regia di D.W. Griffith – cortometraggio (1911)
- The Lily of the Tenements (1911)
- A Decree of Destiny (1911)
- Was He a Coward? (1911)
- The Lonedale Operator, regia di D.W. Griffith – cortometraggio (1911)
- Priscilla's April Fool Joke (1911)
- The Spanish Gypsy, regia di D.W. Griffith – cortometraggio (1911)
- Priscilla and the Umbrella, regia di Frank Powell (1911)
- The Broken Cross, regia di D.W. Griffith – cortometraggio (1911)
- How She Triumphed (1911)
- The Country Lovers (1911)
- The New Dress (1911)
- The White Rose of the Wilds (1911)
- The Smile of a Child (1911)
- Enoch Arden: Part I (1911)
- The Primal Call (1911)
- Fighting Blood, regia di David W. Griffith – cortometraggio (1911)
- The Indian Brothers (1911)
- A Country Cupid (1911)
- The Last Drop of Water (1911)
- Out from the Shadow, regia di D.W. Griffith – cortometraggio (1911)
- The Blind Princess and the Poet, regia di D.W. Griffith – cortometraggio (1911)
- The Stuff Heroes Are Made Of (1911)
- The Making of a Man, regia di David W. Griffith – cortometraggio (1911)
- The Long Road  (1911)
- Love in the Hills (1911)
- The Battle, regia di David W. Griffith – cortometraggio (1911)
- Through Darkened Vale (1911)
- Cuore d'avaro (The Miser's Heart), regia di David W. Griffith – cortometraggio (1911)
- A Woman Scorned (1911)
- The Voice of the Child (1911)
- The Eternal Mother, regia di David W. Griffith (1912)
- The Old Bookkeeper (1912)
- For His Son di D.W. Griffith – cortometraggio (1912)
- The Transformation of Mike (1912)
- A Sister's Love, regia di D.W. Griffith – cortometraggio (1912)
- Under Burning Skies (1912)
- The Goddess of Sagebrush Gulch, regia di David W. Griffith – cortometraggio (1912)
- The Punishment, regia di D.W. Griffith – cortometraggio (1912)
- One Is Business, the Other Crime (1912)
- The Lesser Evil (1912)
- An Outcast Among Outcasts (1912)
- A Temporary Truce (1912)
- The Spirit Awakened (1912)
- Man's Lust for Gold (1912)
- The Inner Circle, regia di David Wark Griffith – cortometraggio (1912)
- With the Enemy's Help (1912)
- A Change of Spirit (1912)
- A Pueblo Romance (1912)
- Blind Love, regia di David W. Griffith – cortometraggio (1912)
- The Chief's Blanket (1912)
- The Painted Lady, regia di David W. Griffith – cortometraggio (1912)
- The Massacre, regia di David W. Griffith – cortometraggio (1912)
- A Sailor's Heart (1912)
- The God Within, regia di David W. Griffith – cortometraggio (1912)
- Three Friends, regia di David W. Griffith – cortometraggio (1913)
- Pirate Gold, regia di Wilfred Lucas – cortometraggio (1913)
- Oil and Water, regia di D.W. Griffith (1913)
- A Chance Deception (1913)
- Love in an Apartment Hotel (1913)
- Broken Ways (1913)
- Near to Earth (1913)
- The Hero of Little Italy (1913)
- The Stolen Bride, regia di Anthony O'Sullivan (1913)
- If We Only Knew (1913)
- Death's Marathon (1913)
- The Mistake, regia di D.W. Griffith (1913)
- The Coming of Angelo (1913)
- The Vengeance of Galora (1913)
- Two Men of the Desert (1913)
- A Cure for Suffragettes (1913)
- The Battle at Elderbush Gulch (1913)
- The House of Discord, regia di James Kirkwood (1913)
- Beyond All Law (1913)
- Her Wedding Bell (1913)
- The Wedding Gown (1913)
- The Sentimental Sister (1914)
- Classmates (1914)
- Giuditta di Betulia (Judith of Bethulia), regia di David W. Griffith (1914)
- Strongheart, regia di James Kirkwood – cortometraggio (1914)
- Brute Force, regia di D.W. Griffith (1914)
- Ashes of the Past, regia di James Kirkwood (1914)
- Amore di madre o Home, Sweet Home, regia di D.W. Griffith (1914)
- The Soul of Honor (1914)
- The Escape, regia di David W. Griffith (1914)
- Ragnatela (The Avenging Conscience: or 'Thou Shalt Not Kill'), regia di David W. Griffith (1914)
- La seconda signora Roebuck (The Second Mrs. Roebuck) (1914)
- Men and Women, regia di James Kirkwood (1914)
- For Those Unborn, regia di Christy Cabanne (1914)
- Her Awakening, regia di Christy Cabanne (1914)
- For Her Father's Sins (1914)
- The Tear That Burned (1914)
- The Odalisque, regia di Christy Cabanne (1914)
- Il topo di campagna (The Little Country Mouse) (1914)
- The Old Maid, regia di John B. O'Brien (1914)
- The Warrens of Virginia, regia di Cecil B. DeMille (1915)
- The Captive (1915)
- Stolen Goods, regia di George Melford (1915)
- The Clue, regia di James Neill e Frank Reicher (1915)
- The Secret Orchard (1915)
- The Case of Becky, regia di Frank Reicher (1915)
- The Secret Sin, regia di Frank Reicher (1915)
- The Ragamuffin, regia di William C. deMille (1916)
- The Blacklist, regia di William C. de Mille (1916)
- The Sowers, regia di William C. de Mille e Frank Reicher (1916)
- The Thousand-Dollar Husband (1916)
- The Dupe, regia di Frank Reicher (1916)
- Public Opinion, regia di Frank Reicher (1916)
- The Storm, regia di Frank Reicher (1916)
- Unprotected, regia di James Young (1916)
- The Evil Eye, regia di George Melford (1917)
- Those Without Sin, regia di Marshall Neilan (1917)
- The Tides of Barnegat (1917)
- The Silent Partner, regia di Marshall Neilan (1917)
- The Unpardonable Sin, regia di Marshall Neilan (1919)
- The Hushed Hour (1919)
- A Woman of Pleasure, regia di Wallace Worsley (1919)
- Fighting Cressy (1919)
- The Deadlier Sex (1920)
- Simple Souls (1920)
- The Girl in the Web (1920)
- Help Wanted - Male (1920)
- Her Unwilling Husband, regia di Paul Scardon (1920)
- That Girl Montana, regia di Robert Thornby (1921)
- Quincy Adams Sawyer, regia di Clarence G. Badger (1922)
- The Meanest Man in the World, regia di Edward F. Cline (1923)
- In the Palace of the King, regia di Emmett J. Flynn (1923)
- Anna Christie, regia di John Griffith Wray (1923)
- L'agguato (Those Who Dance), regia di Lambert Hillyer (1924)
- Tess of the D'Urbervilles, regia di Marshall Neilan (1924)
- The Sporting Venus (1925)
- His Supreme Moment (1925)
- Why Women Love (1925)
- La casa degli eroi (The New Commandment), regia di Howard Higgin (1925)
- Bluebeard's Seven Wives, regia di Alfred Santell (1925)
- The Lady from Hell (1926)
- The Far Cry (1926)
- Diplomacy, regia di Marshall Neilan (1926)
- Singed, regia di John Griffith Wray (1927)
- The Woman in White, regia di Herbert Wilcox (1929)
- Always Faithfull, regia di Alfred A. Cohn (1929)
- The Woman Racket, regia di Albert H. Kelley, Robert Ober e Paul Bern (1930)
- Show Girl in Hollywood, regia di Mervyn LeRoy (1930)
- Un dramma nell'Alaska (The Silver Horde), regia di George Archainbaud (1930)
- L'uomo ombra (The Thin Man) – serie TV, episodi 2x03-2x05 (1958)
- I cinque penny (The Five Pennies) (1959)
- The Many Loves of Dobie Gillis, ep. TV (1960)

### Produttore
- The Unpardonable Sin (1919)